# اسلواک گاورنمنت فلاینگ سرویس
اسلواک گاورنمنت فلاینگ سرویس (به انگلیسی: Slovak Government Flying Service) یک شرکت هواپیمایی است که در تاریخ ۱۹۹۳ میلادی تأسیس شده است. دفتر مرکزی اسلواک گاورنمنت فلاینگ سرویس در براتیسلاوا، اسلواکی واقع شده‌است و قطب این شرکت هواپیمایی در فرودگاه‌ام. آر. استفانیک قرار دارد.